# Ana Irene Delgado
Ana Irene Delgado (sinh ngày 18 tháng 4 năm 1982)  là một luật sư, nhà ngoại giao và chính trị gia Panama và là Đại sứ Panama trẻ nhất tại Vương quốc Anh, Cộng hòa Ireland và Iceland cũng như Đại diện Panama cho Tổ chức Hàng hải Quốc tế từ tháng 11 năm 2011 đến tháng 6 năm 2014. Cô là Đại sứ Panama đầu tiên có bằng chứng về Ireland và Đại sứ Panama tại Iceland. Cô được bầu làm Phó Chủ tịch Hội đồng Hàng hải Quốc tế và là thành viên Hội đồng Quản trị của Tổ chức Hàng hải Quốc tế. Kế nhiệm: Ông Daniel Eduardo Fábrega Venier. Trong thời hạn của Delgado, nước Anh trở thành nhà đầu tư lớn nhất ở Panama.

## Sự nghiệp
Delgado là đối tác của Solis, Endara, Delgado & Guevara Law Firm. Cô là đối tác quản lý của công ty ở London từ năm 2018, nơi cô làm việc cho đến khi được bổ nhiệm làm đại sứ. Delgado là thành viên của Hội đồng quản trị hoặc Đại học New York và là một người đóng góp tích cực cho các hoạt động trên toàn thế giới của NYU.
Cô là người nhận Huân chương Constantine của Saint George với tư cách là một nhà Dame.
Delgado cũng là người nhận của Accademia Internazionale di Scienze Sociali trên mỗi L'Industria, và Commercio e L'Artigianato de Palermo như một Accademico.
Cô là một thành viên tích cực của Hiệp hội Hữu nghị Panama với Cộng hòa Nhân dân Trung Hoa; Hiệp hội Bar Panama, Movimiento de Abogados Gremialistas (cha cô là người sáng lập), Phòng thương mại Panama, Phòng Thương mại Panama của Anh, và Hiệp hội các nhà điều hành và công nghiệp Panama (APEDE) và Đại diện Panama của Viện Luật và Tài chính Iberoamerica.
Cố vấn cho các đối tác Euro.